# MYH13
MYH13‏ (Myosin heavy chain 13) هوَ بروتين يُشَفر بواسطة جين MYH13 في الإنسان.